# Кунгзандра

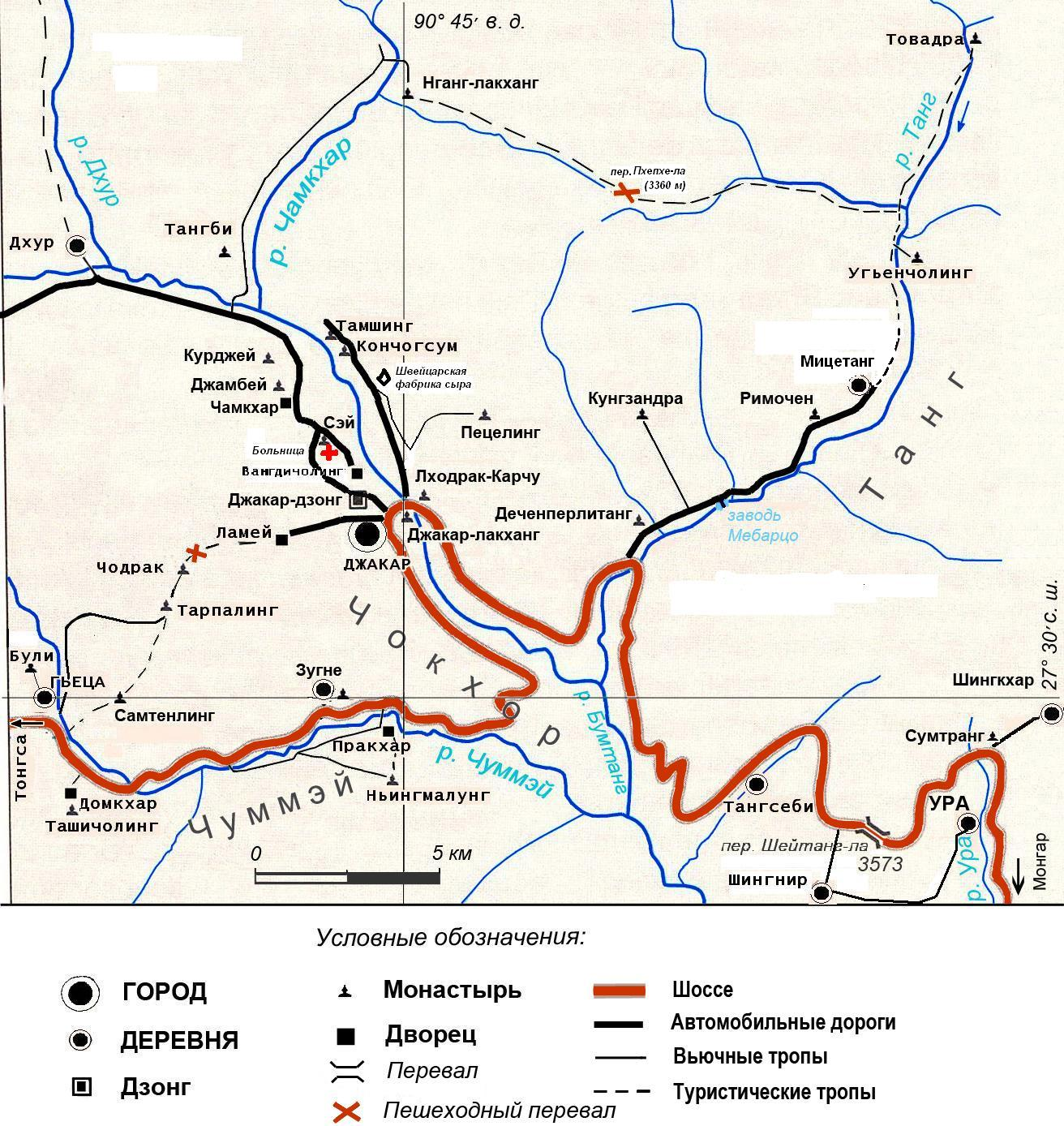
Карта центральной части Бумтанга

Кунгзандра (дзонг-кэ ཀ􀰅ན་བཟང་བྲག།, вайли kung bzang brag, лат. kungzandra)— буддийский монастырь в гевоге Танг в Бумтанге (центральный Бутан). Находится на высоте 3350 метров в углублении в скале, вдоль хребта, упирающегося в долину реки Танг. Чтобы добраться до монастыря, требуется получасовый пеший подъём от дороги вдоль долины.
Считается, что в VIII веке Гуру Ринпоче и его ученик Намкхе Ньингпо поднимались на это место для медитации. Монастырь здесь основал Пема Лингпа в 1488 году.
Монастырь состоит из помещений для настоятелей монастыря и трёх храмов. В храме Вакханг расположен тысячерукий и тысячеглазый Авалокитешвара. В храме Озерпхег находится пещера для медитации сына Пемы Лингпа (Дава Гьелцен). В храме Кхандрома-лхаканг стоит позолоченная статуя самого Пемы Лингпа.